# Kap-York-Halbinsel
Die Kap-York-Halbinsel (englisch Cape York Peninsula) ist eine abgelegene Halbinsel im tropischen Norden des australischen Bundesstaates Queensland. Die Halbinsel hat eine Fläche von rund 137.000 Quadratkilometern und wird von etwa 18.000 Menschen bewohnt. Sie zeichnet sich durch eine beinahe unberührte Wildnis aus.

## Geographie

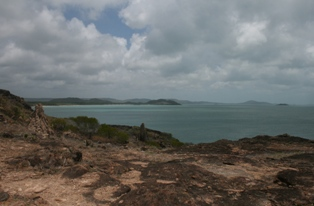
In der Nähe der Spitze von Kap York, Queensland

Die Kap-York-Halbinsel wird im Norden, Osten und Westen von Wasser umschlossen. Die Westküste grenzt an den Golf von Carpentaria, die Ostküste an das Korallenmeer. Die Nordspitze der Halbinsel stößt an die Torres-Straße. Von hier sind es nur ca. 140 Kilometer bis nach Neuguinea. Die südliche Abgrenzung ist nicht eindeutig gekennzeichnet. Im Cape York Peninsula Heritage Act von 2007 wird die offizielle Südgrenze etwa auf Höhe des 16. Breitengrades festgelegt. An der breitesten Stelle sind es 430 Kilometer von Küste zu Küste. Die Nord-Süd-Ausdehnung beträgt etwa 660 Kilometer.
An der Nordspitze der Halbinsel liegt Kap York, der nördlichste Punkt des australischen Festlandes. Das Cape wurde am 21. August 1770 von James Cook zu Ehren von Edward, Duke of York and Albany benannt. Dieser war ein Bruder von König Georg III. von Großbritannien, welcher drei Jahre zuvor verstorben war:

“The point of the Main, which forms one side of the Passage before mentioned, and which is the Northern Promontory of this Country, I have named York Cape, in honour of his late Royal Highness, the Duke of York.”

Da die Halbinsel in einer tektonisch nicht sehr aktiven Region liegt, ist die Landschaft stark erodiert und eben. Die mäandernden Flüsse sind von großen Auenflächen umgeben. Lediglich in der McIlwraith Range im Osten erheben sich einige Hügel auf 800 Meter Höhe. Die McIlwraith Range ist Teil der Peninsula Ridge, welche wiederum Teil der Great Dividing Range ist, eines Gebirgszugs, der sich entlang der gesamten Ostküste Australiens zieht. Das Gestein ist etwa 1,5 Milliarden Jahre alt und stammt aus dem Präkambrium und dem Paläozoikum. Westlich der Peninsula Ridge liegt das Carpentaria-Becken, östlich das Laura-Becken. Die Becken bestehen aus mesozoischen Sedimenten.
Auf der Halbinsel gibt es einige bemerkenswerte Landschaftsformen: große, unberührte Dünengebiete an der Ostküste, Granitsäulen im Black-Mountain-Nationalpark und am Cape Melville sowie Karstlandschaften im Süden der Region rund um Palmerston.

### Boden
Die Böden sind selbst für australische Verhältnisse äußerst unfruchtbar. Sie sind beinahe vollständig laterisiert. Die USDA-Bodenklassifikation stuft sie als Orthente ein. Diese Unfruchtbarkeit ist einer der Hauptgründe, weswegen die Region so dünn besiedelt ist. Die Böden lassen sich so schlecht bearbeiten, dass Versuche des kommerziellen Ackerbaus meist scheiterten.

### Klima
Das Klima der Kap-York-Halbinsel ist tropisch, mit einer Monsunsaison von November bis April. Auf diese folgt eine Trockenzeit von Mai bis Oktober. Die Temperaturen sind heiß, nur in höhergelegenen Gebieten ist es etwas kühler. Durchschnittlich herrschen in den trockenen Ebenen im Südwesten 27 °C, in den Hügeln der McIlwraith Range sind es im Mittel 18 °C. Temperaturen von über 40 °C und unter 5 °C sind selten.
Die Jahresniederschlagsmenge ist hoch, sie liegt zwischen 2000 Millimeter in der Iron Range und nördlich von Weipa, und etwa 700 Millimeter an der Südgrenze der Halbinsel. Beinahe der gesamte Niederschlag fällt zwischen November und April, lediglich an den Osthängen der Iron Range liegt die monatliche Niederschlagsmenge von Juni bis September über 5 Millimeter. Zwischen Januar und März reichen die monatlichen Mittelwerte von 170 im Süden bis über 500 Millimeter im Norden und in der Iron Range.
|                       | Jan   | Feb   | Mär   | Apr   | Mai  | Jun  | Jul  | Aug  | Sep  | Okt  | Nov  | Dez   |   |         |
| Mittl. Tagesmax. (°C) | 29,8  | 29,6  | 29,6  | 29,5  | 28,8 | 28,1 | 27,6 | 27,8 | 28,5 | 29,9 | 30,9 | 30,8  | ⌀ | 29,2    |
| Mittl. Tagesmin. (°C) | 24,0  | 23,9  | 23,8  | 23,7  | 23,0 | 22,3 | 21,5 | 21,6 | 22,2 | 22,9 | 23,8 | 24,2  | ⌀ | 23,1    |
|                       |       |       |       |       |      |      |      |      |      |      |      |       |   |         |
| Niederschlag (mm)     | 370,6 | 352,1 | 370,9 | 255,5 | 69,1 | 26,1 | 19,7 | 9,5  | 6,4  | 14,9 | 56,7 | 194,6 | Σ | 1.746,1 |
|                       |       |       |       |       |      |      |      |      |      |      |      |       |   |         |
| Regentage (d)         | 16,9  | 15,7  | 16,3  | 11,7  | 7,0  | 5,7  | 4,8  | 3,1  | 1,6  | 2,1  | 4,2  | 9,0   | Σ | 98,1    |

| 24,0 |

| 23,9 |

| 23,8 |

| 23,7 |

| 23,0 |

| 22,3 |

| 21,5 |

| 21,6 |

| 22,2 |

| 22,9 |

| 23,8 |

| 24,2 |

| 24,0 |

| 23,9 |

| 23,8 |

| 23,7 |

| 23,0 |

| 22,3 |

| 21,5 |

| 21,6 |

| 22,2 |

| 22,9 |

| 23,8 |

| 24,2 |

### Flüsse

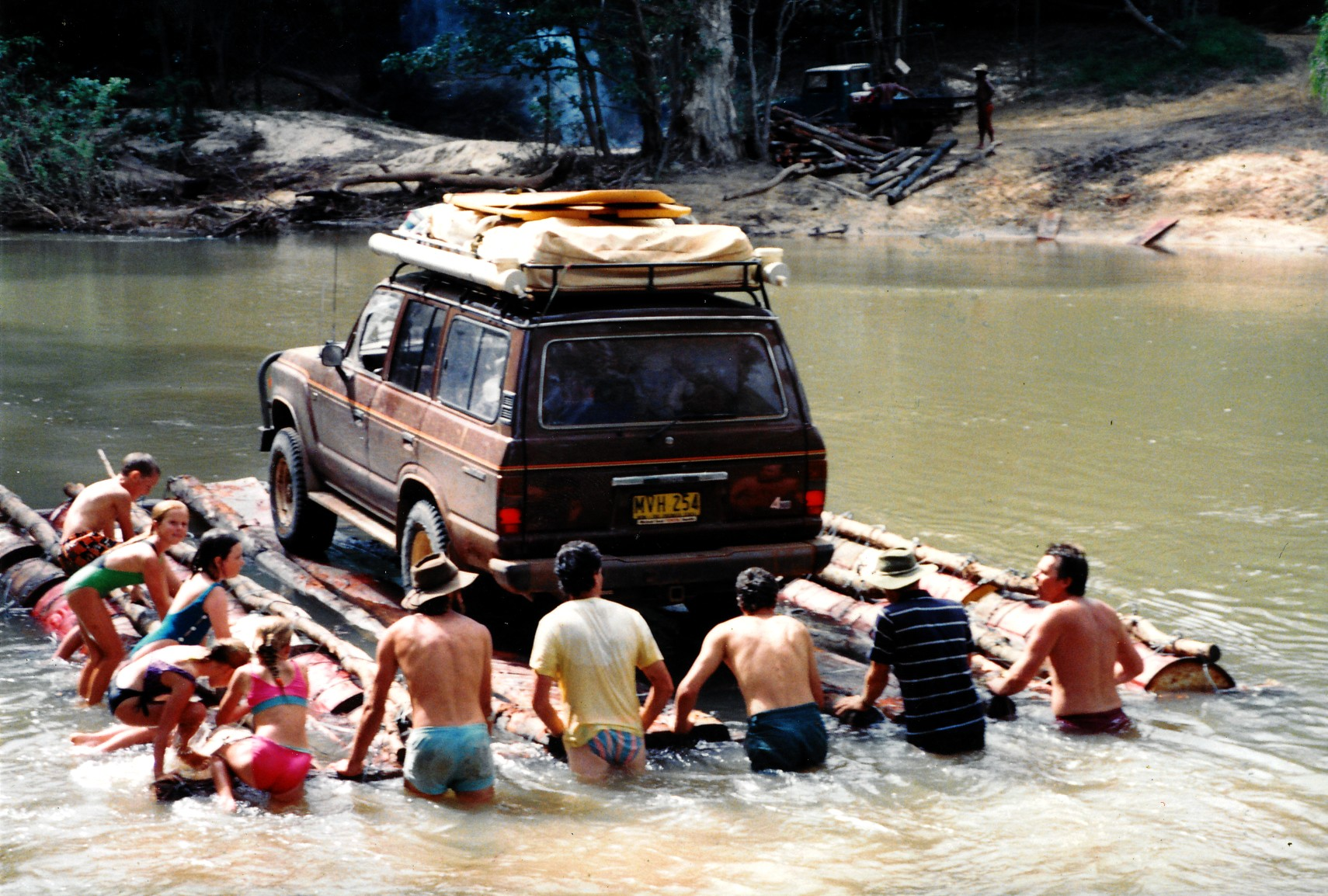
Touristen durchqueren den Wenlock River während der Regenzeit

Der Verlauf des südlichen Wendekreises durch Australien

Die Peninsula Ridge bildet die Wasserscheide zwischen dem Golf von Carpentaria und dem Korallenmeer. Nach Westen fließen große, gewundene Flüsse wie der Mitchell River, der Staaten River und der Jardine River. Während der Trockenzeit geht der Wasserstand so weit zurück, dass aus diesen Flüssen lediglich eine Kette von einzelnen Wasserlöchern wird. In der Regenzeit schwellen sie wieder zu mächtigen Strömen an, die auch die weitläufigen Auenwälder überfluten.
Von den Osthängen des Hügellandes fließen kürzere, schneller strömende Flüsse wie der Endeavour River dem Korallenmeer entgegen. Sie versorgen den nördlichen Teil des Great Barrier Reef, das vor der Küste der Halbinsel liegt, mit Nährstoffen. An den Ufern der Flüsse liegen dichte Regenwälder, Dünen und Mangrovenwälder.
Die Flusseinzugsgebiete sind bekannt für ihre ökologische und hydrologische Integrität. Sowohl die Fließwege als auch die flussbegleitende Vegetation sind nahezu ungestört, dadurch ist die Halbinsel einer der wenigen Orte mit einem intakten tropischen Wasserkreislauf. Der Oberflächenabfluss der Kap-York-Halbinsel macht ein Viertel des Oberflächenabflusses ganz Australiens aus, bei einem Flächenanteil von nur 2,7 Prozent. Somit produziert die Region mehr Abfluss als die gesamte Fläche des Kontinents, die südlich des südlichen Wendekreises liegt (siehe Grafik rechts). Indem sie die starken tropischen Regenfälle ableiten, tragen die Flüsse der Halbinsel zum Auffüllen des Großen Artesischen Beckens bei.

### Geologische Geschichte

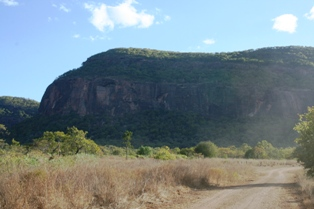
Mount Mulligan, Hodgkinson Goldfields

Die Halbinsel entstand durch das Auffalten der Great Dividing Range im Karbon vor ca. 300 Millionen Jahren, als Australien mit Teilen des heutigen Südamerikas und Neuseelands zusammenstieß. Seitdem ist das Land starken Erosionen unterworfen gewesen.
Während des Pleistozäns waren Australien und Neuguinea zeitweise im Bereich der Torres-Straße durch eine Landbrücke verbunden. Auch während Eiszeiten mit niedrigem Meeresspiegel existierte diese Landbrücke. Eine weitere Verbindung gab es auch zwischen Arnhemland und Neuguinea westlich der Kap-York-Halbinsel, wodurch dann der Golf von Carpentaria zu einem riesigen Süßwassersee wurde. Auf diese Weise blieben Australien und Neuguinea miteinander verbunden, bis die Torres-Straße vor 8000 Jahren erneut geflutet wurde.

## Erforschung
Edmund Kennedy war der erste europäische Entdecker, der die Kap-York-Halbinsel auf dem Landweg erkundete. Gemeinsam mit Thomas Mitchell entdeckte er 1846 bereits den Barcoo River. Das Ziel dieser Expedition war es nun, einen Weg zur Spitze der Halbinsel zu bahnen, wo Geschäftsmänner aus Sydney einen Hafen für den Handel mit den Ostindischen Inseln errichten wollten.
Die Expedition startete im Mai 1848 an der Rockingham Bay nahe dem Ort Cardwell. Von den 13 Männern die sich auf den Weg machten, überlebten nur drei. Die Übrigen verhungerten, starben an Fieber oder wurden von feindlichen Aborigines getötet. Auch Kennedy starb durch die Speere der Ureinwohner im Dezember 1848. Der einzige Überlebende, der die gesamte Strecke vollendete, war Jackey Jackey, ein Aborigine aus New South Wales. Er führte dann eine Rettungsmannschaft zu den zwei anderen Überlebenden, die aus eigener Kraft nicht mehr weiterkamen.

## Ökologie

### Flora
Auf der Halbinsel gibt es eine große Vielfalt an Vegetationsformen: unberührte tropische Regenwälder, tropische und subtropische Grasländer und Savannen, Heidelandschaften, Feuchtgebiete und Mangrovenwälder. In diesen verschiedenen Habitaten leben etwa 3300 Arten von Blütenpflanzen, beinahe die gesamte Fläche der Halbinsel (99,6 Prozent) ist noch von ihrer ursprünglichen Vegetation bedeckt. Die Kap-York-Halbinsel hat auch einen der höchsten Endemitenanteile Australiens: bislang wurden über 260 endemische Pflanzenarten entdeckt. Zur Flora des Gebietes gehören Arten, die bereits auf dem Urkontinent Gondwana wuchsen, außerdem Arten aus der Orientalis und solche, die über die Torres-Straße aus Neuguinea einwanderten. Die größte Vielfalt findet sich in den Regenwäldern.
Die tropischen Regenwälder nehmen eine Fläche von 748.000 Hektar bzw. 5,6 Prozent der Gesamtfläche der Kap-York-Halbinsel ein. Sie finden sich hauptsächlich an den Osthängen der Peninsula Ridge, wo die klimatischen Bedingungen auch während der lang anhaltenden Trockenperiode eine solche Vegetation zulassen. Das größte zusammenhängende Regenwaldgebiet liegt im Gebiet der Iron Range. Dort wachsen Pflanzen wie Araukarien, Steineibengewächse und die Orchideengattungen Arthrochilus, Corybas und Calochilus. Allein in diesem Regenwald existieren mindestens tausend verschiedene Pflanzenarten, davon hundert seltene oder vom Aussterben bedrohte Arten, sowie 16 Prozent der Orchideenarten Australiens.

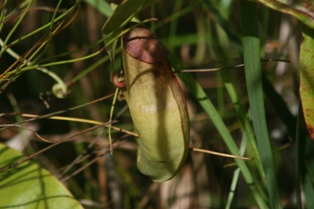
Fleischfressende Kannenpflanze auf der Kap-York-Halbinsel

Auf den mageren, trockenen Böden im Nordosten der Halbinsel gibt es die größten Heideflächen Australiens. 19 Feuchtgebiete von nationaler Bedeutung liegen an den Küsten und in den Flussauen der Halbinsel. Dazu gehören der Jardine-River-Nationalpark und der Rinyirru-Nationalpark. Viele dieser Feuchtländer existieren nur während der Regenzeit. Die Küsten und die Ästuare der Flüsse der Kap-York-Halbinsel werden von Mangroven gesäumt. Der größte Mangrovenwald Australiens liegt an der Newcastle Bay im Nordosten der Halbinsel.

### Fauna
Auf der Halbinsel leben über 700 Wirbeltierarten, von denen 40 endemisch sind. Wie auch bei der Flora setzt sich die Fauna aus Arten zusammen, die bereits auf dem Urkontinent Gondwana existierten, die durch die isolierte Lage des australischen Kontinentes entstanden und die aus Asien und Neuguinea einwanderten. Zu den Vögeln, die sich in dem Gebiet finden, gehören Braunbauch-Laubenvogel, Ockerbrust-Laufhühnchen, Goldschultersittiche, Schmuckstaffelschwänze, Uferhonigfresser, Torreshonigfresser und Australische Austernfischer. Auch eine der giftigsten Schlangenarten der Welt, die Östliche Braunschlange kommt auf der Halbinsel vor. An Säugetieren ist die Bramble-Cay-Mosaikschwanzratte erwähnenswert, die ausschließlich auf der kleinen Insel Bramble Cay in der Torres-Straße vorkommt und möglicherweise sogar bereits ausgestorben ist. Auch das Cape York-Felskänguru ist recht selten.
In den Regenwäldern des Iron-Range-Nationalparks existieren Arten, die man auch in Neuguinea antrifft, darunter der Edelpapagei, der Grüne Baumpython, der Südliche Graue Kuskus und Baumkängurus. Außerdem gibt es dort 200 Schmetterlingsarten, von denen 11 endemisch sind. Zu ihnen gehören Ornithoptera priamus mit einer Spannweite von bis zu 20 Zentimetern. Die Vorkommen des Zwergbeutelmarders, eines waldbewohnenden Beuteltieres, sind mittlerweile stark zurückgegangen. Dies liegt an der Tatsache, dass er sich von der eingeschleppten giftigen Aga-Kröte ernährt.

### Landnutzung

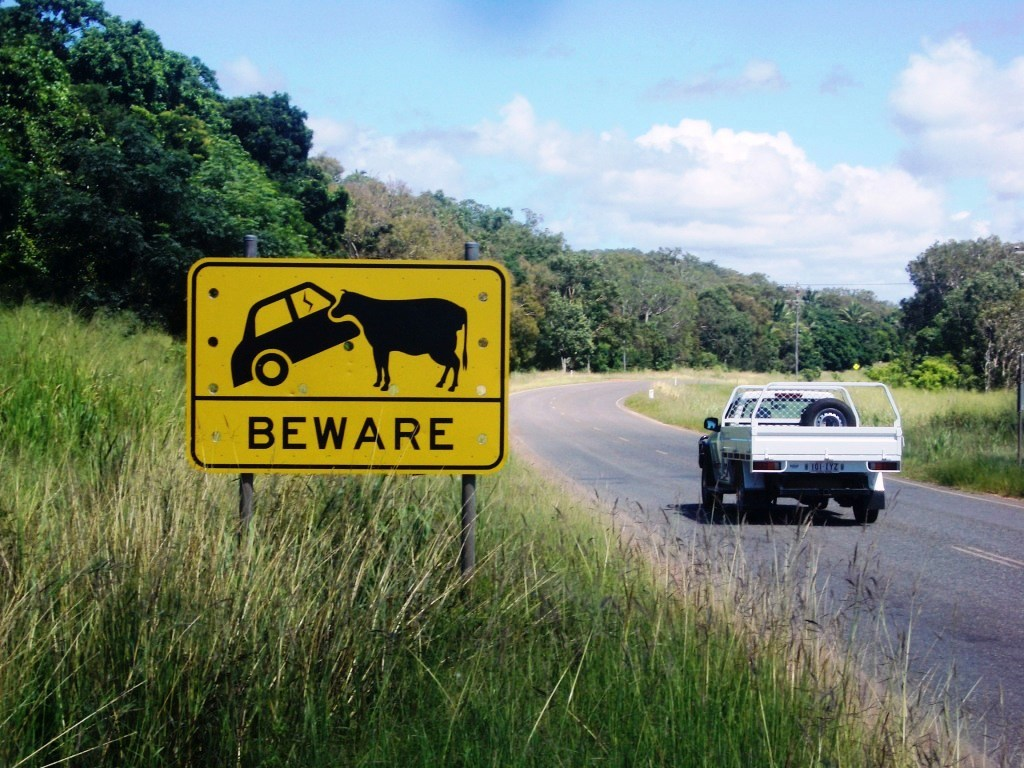
Verkehrszeichen als Hinweis auf Viehwechsel

57 Prozent der Gesamtfläche der Kap-York-Halbinsel – vor allem im Osten und im Zentrum – dienen als pastoral bewirtschaftete Weideflächen von Rinderfarmen. 20 Prozent des Landes gehören den Ureinwohnern, darunter die komplette Westküste. Die restlichen Flächen werden größtenteils von Nationalparks eingenommen, die vom Queensland Parks and Wildlife Service verwaltet werden. Am Golf von Carpentaria gibt es große Bauxitlagerstätten. Der Ort Weipa ist das örtliche Zentrum des Bauxitabbaus. Außerdem lebt die Region von Siliziumvorkommen, von Fischerei und Tourismus. Obwohl Überweidung, Bergbau und eingeschleppte Spezies wie Wildschweine, Aga-Kröten und Gräser schon einigen Schaden angerichtet haben, bleibt die Kap-York-Halbinsel ein relativ unberührtes Gebiet mit intakten Ökosystemen. Seit der Besiedelung durch die Europäer wurde hier noch keine Tier- oder Pflanzenart ausgerottet.
Auf der Halbinsel wurden 1872 Goldvorkommen entdeckt. Bereits sechs Jahre später gab es 17.000 Goldschürfer in der Gegend. Ihre damals angelegten Siedlungen sind heute teilweise erhaltene Geisterstädte.
Die „Cape York Peninsula Land Use Strategy“-Studie wurde 1990 von der australischen Regierung in Auftrag gegeben. Mit ihr sollten Pläne zur Bewahrung der Wildnis erarbeitet werden. Eine Nominierung der Region als UNESCO-Weltnaturerbe wird ebenfalls in Erwägung gezogen. Große Nationalparks sind der Oyala-Thumotang-Nationalpark, der Jardine-River-Nationalpark, der Black-Mountain-Nationalpark und der Rinyirru-Nationalpark.

## Bevölkerung
Der erste bekannte Kontakt zwischen Europäern und Aborigines ereignete sich 1606 an der Westküste der Halbinsel. Erst im 19. Jahrhundert wurde sie aber auch von den Europäern besiedelt, die zuerst Fischerdörfer, dann Farmen und schließlich Bergbauorte gründeten. Dadurch mussten die Aborigines teilweise aus ihren ursprünglich bewohnten Gebieten wegziehen. Außerdem kamen jetzt auch Torres-Strait-Insulaner auf dem Festland an. Heute leben etwa 18.000 Menschen auf der Halbinsel, von denen ein Großteil, rund 60 Prozent, immer noch australische Ureinwohner sind.
Das wirtschaftliche und Verwaltungszentrum der Region ist Cooktown im Südosten. Der größte Ort hingegen ist die Bergbausiedlung Weipa. Der Rest der Halbinsel ist extrem dünn besiedelt. Die Hälfte der Bevölkerung lebt in kleinen Siedlungen und auf den Rinderfarmen. Eine größere Aborigines-Missionsstation mit über 760 Einwohnern ist Hopevale.
Die Kap-York-Halbinsel ist in der Trockenzeit ein beliebtes Ziel für Camper, Wanderer, Ornithologen und Angler.
In und um Laura findet sich eine große Anzahl von prähistorischen Felszeichnungen der Aborigines mit einem Alter von ca. 16.000 Jahren.

## Verkehr

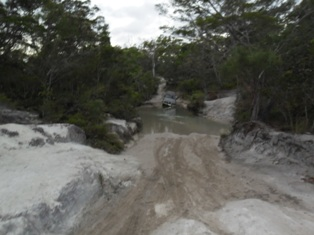
Telegraph Road

In Nord-Süd-Richtung durchqueren zwei Straßen die Halbinsel: die Peninsula Developmental Road (PDR) und die Telegraph Road. Beide Straßen sind unbefestigt, nur für Wagen mit Allradantrieb geeignet und in der Regenzeit oft nicht passierbar.
Eine befestigte Straße verbindet Cairns und die Atherton Tablelands mit den Lakeland Downs und Cooktown.

## Geplanter Weltraumbahnhof
Neben der Ende der 1940er durch die britische Regierung erstellten Raketentestgelände in Woomera gab es Pläne, die Kap-York-Halbinsel aufgrund ihrer Nähe zum Äquator zu einem britischen Weltraumbahnhof zu machen. Nachdem Woomera in den sechziger Jahren nach den Geländen in den USA und der Sowjetunion das Startgelände mit der drittgrößten Raketentätigkeit gewesen ist, wurde es Mitte der 1970er nahezu aufgelassen. Als die NASA 1986 nach dem Challenger-Unglück ihre Flüge für Jahre stoppte, wurde Kap York als Abschussbasis für kommerzielle Satelliten ins Auge gefasst, doch wie auch das spätere Interesse der japanischen JAXA, verlief alles im Sande.